# Chiesa sussidiaria
Una chiesa sussidiaria (detta anche chiesa suffraganea) è una chiesa minore, dipendente da una chiesa parrocchiale e che non è la sede principale della parrocchia stessa.
Spesso si tratta di una cappella presente sul territorio parrocchiale, ed esse sono diffuse in particolare in aree molto vaste (come quelle rurali o alpine) dove spesso i centri abitati, i quartieri o le frazioni si trovano molto distanti rispetto alla parrocchia centrale; talvolta può accadere che vengano nominate chiese sussidiarie anche sedi di ex parrocchie, o parrocchie minori accorpate ad una parrocchia maggiore (ad esempio per il caso di una basilica, di un santuario o di una chiesa arcipretale o prepositurale).